# Corviche
El corviche es un bocado cuyo origen se sitúa en la Provincia de Manabí, de la costa ecuatoriana, consiste en una masa elaborada con plátanos verdes, especias, maní y relleno de carne de pescado de mar. El corviche se sirve durante el desayuno, almuerzo, merienda o días festivos. Su forma de cocción puede ser frita u hornada y mayormente en Ecuador.
Este bocadillo es tradicional en la gastronomía de la costa del Ecuador. Su textura es crujiente por fuera y blanda en el centro, y en su interior se mezclan el maní y el pescado.

## Descripción
Para preparar el corviche se necesitan estos ingredientes: plátano verde, achiote, maní, sal, condimentos al gusto, carne de pescado albacora, cebolla perla y cilantro.

## Acompañamiento
Se lo suele acompañar con salsa de cebolla, tomate y jugo, aunque hay quieren prefieren consumirlo con café. 
También se lo conoce como Corvique y es un producto apetecido por los ecuatorianos.